# الجنرال حسين
الجنرال حسين (1828 - 1887) عسكري وإصلاحي ورجل دولة تونسي من أصل شركسي. من تلاميذ مدرسة باردو الحربية ورفيق كلّ من خير الدين باشا التونسي والجنرال رستم، شغل منصب رئيس بلدية تونس من 1858 إلى 1865 (و هي أول مجلس بلدي تونسي) ثم مدير الشؤون الخارجية للمملكة التونسية سنة 1860 وجمع معها خطة رئيس محكمة الأحداث والجنايات والذي اصدر مجلة الجنايات والأحكام في تونس حتى سنة 1863، أقام خلال تلك الفترة بدار حسين الي سميت بإسمه وهي أحد أبرز قصور المدينة العتيقة تحوّلت إلى مقرّ لأول مجلس بلدي لمدينة تونس وتسمى «دار العشرة» نسبة لعدد أعضاء المجلس
كما ساهم في إنشاء أول مطبعة ودار نشر تونسية وإصدار «الرائد الرسمي التونسي» وهي الجريدة الرسمية للبلاد التونسية، صدر أول عدد لها بتاريخ 22 جويلية 1860 وكان الجنرال حسين مديرها ورئيس تحريرها.
وكان صدور الصحيفة بهذه التسمية «الرائد» إشارة إلى حرص باعثها على دورها الرائد في نشر الأفكار الإصلاحية الجديدة. وأريد لها بذلك أن تكون رمزا لعهد الإصلاحات التي كانت تعيشها تونس في ذلك الوقت. وحملت تسمية الجريدة فحوى البرنامج الإصلاحي الذي يقف وراءه رواد الحركة الإصلاحية وهو ما جسمته كثافة وتنوع الأركان التي حفلت بها الجريدة: الأحداث السياسية، أخبار العالم، مقالات توعوية، أخبار تجارية ووقائع أدبية وغيرها
أجبر على الاستقالة بعد ضغوط من «مصطفى خزندار» الي إتهمه بإهدار واختلاس المال العام، أجبر بعدها على الابتعاد عن الديوان السياسي إلى أوروبا، وكانت فرصة مكنته من الإطلاع على مظاهر النهضة الفكرية والصحافية والعمرانية والعسكرية هناك، وكان يقوم من منفاه بإرسال تقارير لخير الدين باشا عن أخبار الجيوش والحرب في أوروبا، وحين عودته سنة 1870 تم تعيينه مستشارا في الوزارة الكبرى
وعند تولي خير الدين الوزارة الأولى سنة 1873 عوض مصطفى خرندار تولى الجنرال حسين وزارة المعارف والأشغال العامة، حيث عمل على إصلاح التعليم الزيتوني ووضع نواة البرامج التعليمية للمدرسة الصادقية التي شارك في تأسيسها سنة 1875
وقد قام الجنرال حسين بترجمة كتاب خير الدين المعروف: «أقوم المسالك في معرفة أحوال الممالك» الذي تضمن دعوة صريحة إلى الاقتداء بالأمم المتقدمة في مجال الإصلاح السياسي والاقتصادي والاجتماعي. وكان داعما بشدة لمشروع خير الدين باشا الإصلاحي وعنصرا فاعلا في محاولة بناء دولة تونسية عصرية قادرة على مواجهة أطماع الدول الإستعمارية الأوروبية، وحارب الفساد المالي داخل لجنة المالية الذي بلغ أوجه مع مصطفى خزندار وخليفته مصطفى بن إسماعيل
وتفطن إلى المؤامرات التي تحيكها فرنسا وقنصلها روسطان ضد تونس فكتب إلى صديقه خير الدين متنبئا بقرب حلول الاستعمار الفرنسي لتونس بذرائع مختلفة ومختلقة وشعارات براقــة
شغل خطة الوزير إلى حدود سنة 1881، تاريخ توقيع الباي معاهدة باردو، وبداية حقبة الإستعمار... فعاد إلى المنفى من جديد حيث توفي في فلورنسا يوم 17 جويلية 1887